# Verbascum chaixii
Verbascum chaixii és una espècie de la família de les escrofulariàcies. V. chaixii és una planta erecta, en roseta, de curta vida perenne que presenta flors grogues pàl·lides amb espigues terminals denses. 'Album' és una cultivar de flors blanques de l'espècie. Es tracta d'una planta erecta que forma una roseta basal gran (fins a 1,5 m d'ample), de fulles llanoses, ovato-oblongues, de color verd grisenc de la qual s'eleven múltiples tiges florals erectes que porten espigues terminals amb flors blanques amb centres de color porpra (estams). Les fulles de la tija són estretes, sense pecíol i molt més petites.